# 羅基克里克 (佛羅里達州)
羅基克里克（英語：Rocky Creek）是位於美國佛羅里達州希爾斯波羅縣的一個非建制地區。該地的面積和人口皆未知。

## 地理
羅基克里克的座標為28°00′15″N 82°34′47″W / 28.00417°N 82.57972°W，而該地的平均海拔高度為1米（即3英尺）。